# Sphaerostephanos semicordatus
Sphaerostephanos semicordatus är en kärrbräkenväxtart som beskrevs av Holtt. Sphaerostephanos semicordatus ingår i släktet Sphaerostephanos och familjen Thelypteridaceae. Inga underarter finns listade.